# Campeonato Maldivo de Futebol - Segunda Divisão
O Maldivian Second Division Football Tournament, ou simplesmente, FAM 2nd Division, é a liga de futebol que corresponde à segunda divisão nacional da República das Maldivas.

## Formato

### Fase de grupos
A primeira divisão é formada por nove clubes divididos em dois grupos. Avança para a próxima fase duas equipes da cada grupo.

### Semi-fimais
Nesta fase, o primeiro colocado do grupo 1 enfrenta o segundo colocado do grupo 2 e na outra partida, o primeiro colocado do grupo 2 enfrenta o segundo colocado do grupo 1. O vencedor de cada partida avanção para a final.

### Final
Aqui, os dois vencedores das semi-finais se enfrentam em jogo único e o vencedor recebe o título de campeão do certame.

## Promoção
Regularmente as duas melhores equipes da competição são promovidas para primeira divisão. No entanto, já houve vezes em que mesmo sendo campeãs da competição as equipes não foram promovidas.[carece de fontes?]
Um exemplo ocorreu em 2010, quando a equipe Dhivehi Sifaing foi campeã, mas não foi promovida.[carece de fontes?]
Isso acontece devido ao regulamento da federação, que permite a participação de equipes como a equipe da Polícia (vice campeã em 2015), ou a equipe Sub-19 do país, na segunda divisão, mas não permite a participação das mesmas na primeira divisão. São as chamadas equipes inelegíveis.

## Transmissão
A Eleven Sports também transmite o campeonato via streaming.
Para o continente, quem faz a transmissão do campeonato é a BeIN Sports, que também é responsável pelo sinal internacional.